# 1208
Évszázadok: 12. század – 13. század – 14. század
Évtizedek: 1150-es évek – 1160-as évek – 1170-es évek – 1180-as évek – 1190-es évek – 1200-as évek – 1210-es évek – 1220-as évek – 1230-as évek – 1240-es évek – 1250-es évek
Évek: 1203 – 1204 – 1205 – 1206 –  1207 – 1208 – 1209 – 1210 – 1211 – 1212 – 1213

## Események
- II. András király magyar kormányzás alá helyezi Galíciát és Korlátfia Benedeket nevezi ki Galícia hercegévé.
- március / április – I. Theodórosz nikaiai császár trónra lépése (1222-ig uralkodik).
- június 21. – Wittelsbach Ottó Bambergben meggyilkoltatja Fülöp német királyt, mivel az visszautasította, hogy feleségül adja hozzá lányát.
- november 11. – IV. Ottó újraválasztása német királlyá (1209-től császár, 1218-ig uralkodik).

## Születések
- február 2. – I. Jakab aragóniai király († 1276)

## Halálozások
- június 21. – Fülöp német király, IV. Ottó nagy ellenfele (meggyilkolták) (* 1177)